# Baker-Hamilton-kommissionen
Baker-Hamilton-kommissionen, også kendt som Iraq Study Group, afleverede 6. december 2006 en rapport om forholdene i det konfliktfyldte Irak, specielt om USA's krigsførelse.
Kommissionen blev nedsat 15. marts 2006 af USAs Kongres efter forslag fra Republikaneren Frank Wolt. Af dens ti medlemmer var halvdelen Republikanere, halvdelen Demokrater. Dens to formænd var James Baker, Republikaner og tidligere udenrigsminister, og Lee Hamilton, Demokrat og tidligere kongresmedlem.
I løbet af efteråret lækkedes store dele af kommissionens synspunkter og forslag i medierne. I valgkampen op til midtvejsvalget 6. november brugte Demokraterne de af dem, der var i modstrid med præsident George W. Bush og hans Republikanske regering.
Først d. 6. december 2006, altså efter valget, blev kommissionens rapport offentliggjort. Blandt dens 79 anbefalinger skal fremhæves gradvis tilbagetrækning fra Irak og inddragelse af Syrien og Iran i fredsforhandlinger. Kommissionen mente i øvrigt, at Pentagon ikke havde givet korrekte vurderinger af omfanget af volden i Irak, samt at situationen i Afghanistan krævede en væsentligt større militær indsats.
Bush medgav, at situationen i Irak krævede nye initiativer, at han havde respekt for kommissionsrapporten uden dog at ville følge den slavisk. Hans første større Irak-initiativ var at øge antallet af amerikanere i Irak med 23.000, hvilket var direkte imod rapportens anbefalinger.